# Marta Prevosti i Monclús
Marta Prevosti i Monclús (Barcelona, 9 de novembre del 1952) és una arqueòloga i investigadora catalana. És membre de la Secció Històrico-Arqueològica de l'Institut d'Estudis Catalans, del qual comparteix la vicepresidència amb Maria Corominas i Piulats des de juny de 2021; ja n'havia estat vicepresidenta des de 2019, en què va substituir Mariàngela Vilallonga, que va deixar el càrrec en ser nomenada consellera de Cultura de la Generalitat de Catalunya.
És investigadora sènior de l'Institut Català d'Arqueologia Clàssica i de 2002 a 2014 va dirigir el Museu de l'Estampació de Premià de Mar.
Prevosti ha centrat la seva recerca en els estudis de territori i poblament rural dins del marc de la ciutat romana i s'ha especialitzat en la topografia arqueològica. Ha publicat més d'un centenar de llibres i articles científics. La seva tesi doctoral Cronologia i poblament a l'àrea rural d'Iluro va rebre el premi Iluro de Monografia Històrica 1980. Ha estat professora d'Arqueologia de la Universitat de Barcelona i responsable del Butlletí de la Societat Catalana d'Estudis Històrics.
Entre els anys 1982 i 1985 va codirigir les excavacions de la vil·la romana de Torre Llauder, a Mataró, que van restaurar uns mosaics localitzats durant la dècada de 1960 i van excavar nivells inferiors, l'anàlisi dels quals va permetre una seriació cronològica fiable. És coordinadora científica del projecte Tabula Imperii Romani - Forma Orbis Romani, promogut per Unió Acadèmica Internacional, per al desenvolupament d'una eina interactiva de cartografia de tot l'imperi romà que incorpora informació de nombrosos elements: ciutats, vil·les, ports, camps de batalla, necròpolis, vies romanes, etc. Aquesta eina ha estat definida com el «Google Maps del món romà».